# Doryxylon
Doryxylon é um género botânico pertencente à família Euphorbiaceae.

## Sinonímia
- Mercadoa Náves
- Sumbavia Baill.

### Espécies
- Doryxylon albicans
- Doryxylon spinosum

## Nome e referências
Doryxylon Zoll.